# Liste der Einträge im National Register of Historic Places im Scott County (Iowa) – Innenstadt von Davenport

Lage des Scott County in Iowa

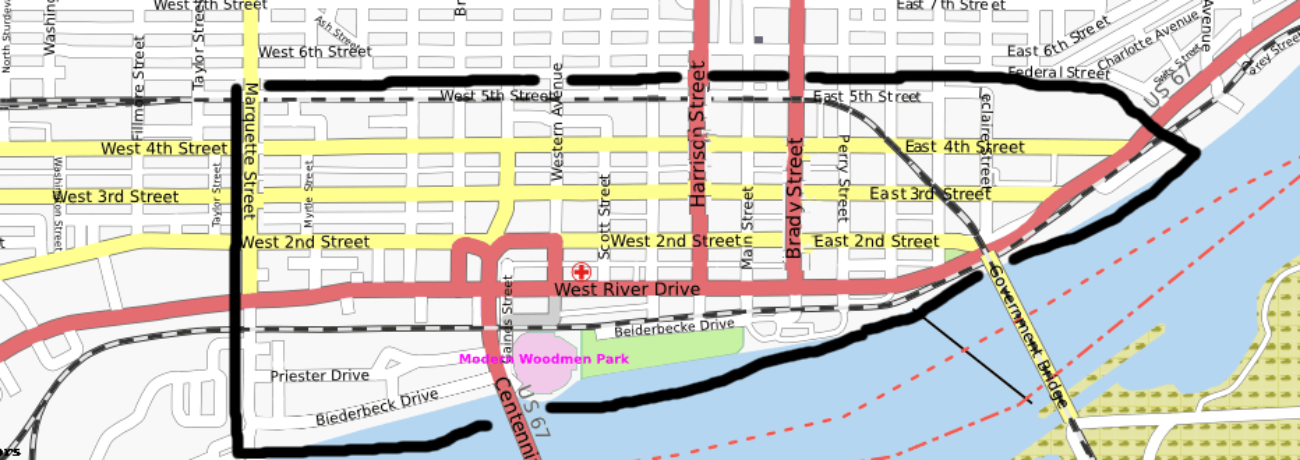
Innenstadt von Davenport

Die Liste der Einträge im National Register of Historic Places im Scott County in Iowa führt die Bauwerke und historischen Stätten im Scott County auf, die in das National Register of Historic Places aufgenommen wurden. Aufgrund der Vielzahl der Einträge besteht diese aus vier Teilen:
- Liste der Einträge im National Register of Historic Places im Scott County (Iowa) – Innenstadt von Davenport
- Liste der Einträge im National Register of Historic Places im Scott County (Iowa) – Ostteil von Davenport
- Liste der Einträge im National Register of Historic Places im Scott County (Iowa) – Westteil von Davenport
- Liste der Einträge im National Register of Historic Places im Scott County (Iowa) – Außerhalb von Davenport

## Legende
| NRHP | Historic Place    |
| HD   | Historic District |

## Aktuelle Einträge – Innenstadt von Davenport
| [ 2 ] | Name                                                   | Bild                                                   | Eintragsdatum        | Lage                                                                             | Ort       | Beschreibung |
| ----- | ------------------------------------------------------ | ------------------------------------------------------ | -------------------- | -------------------------------------------------------------------------------- | --------- | --- |
| 1     | American Commercial and Savings Bank                   | American Commercial and Savings Bank                   | 1983 ID-Nr. 83002395 | 201–209 West 3rd Street 41° 31′ 20″ N, 90° 34′ 33″ W                             | Davenport | 1927 im neoklassizistischen Stil errichtetes Bankhochhaus und höchstes Gebäude der Quad Cities                                                                                         |
| 2     | Henry Berg Building                                    | Henry Berg Building                                    | 1983 ID-Nr. 83002400 | 246 West 3rd Street 41° 31′ 21,4″ N, 90° 34′ 36,5″ W                             | Davenport | Um 1875 im neuromanischen Stil errichtetes Geschäftsgebäude |
| 3     | Blackhawk Hotel                                        | Blackhawk Hotel                                        | 1983 ID-Nr. 83002402 | 309 Perry Street 41° 31′ 22″ N, 90° 34′ 20″ W                                    | Davenport | 1914 im Stil der Neorenaissance errichtetes Hotelgebäude |
| 4     | Building at 202 W. Third Street                        | Building at 202 W. Third Street                        | 1984 ID-Nr. 84001318 | 202 West 3rd Street 41° 31′ 21,9″ N, 90° 34′ 33,4″ W                             | Davenport | 1916 im neoklassizistischen Stil errichtetes Gebäude |
| 5     | Building at 813-815 W. Second Street                   | Building at 813-815 W. Second Street                   | 1983 ID-Nr. 83002408 | 813–815 West 2nd Street 41° 31′ 16″ N, 90° 35′ 6″ W                              | Davenport | Um 1900 im neoklassizistischen Stil errichtetes Gebäude |
| 6     | Building at 1119-1121 W. Third Street                  | Building at 1119-1121 W. Third Street                  | 1983 ID-Nr. 83002407 | 1119–1121 West 3rd Street 41° 31′ 19,8″ N, 90° 35′ 24,4″ W                       | Davenport | 1916 im neoklassizistischen Stil errichtetes Geschäftsgebäude |
| 7     | Central Fire Station                                   | Central Fire Station                                   | 1982 ID-Nr. 82002638 | 331 Scott Street 41° 31′ 23″ N, 90° 34′ 47″ W                                    | Davenport | 1901 im Italianate-Stil errichtete zentrale Feuerwache |
| 8     | Central Office Building                                | Central Office Building                                | 1983 ID-Nr. 83002411 | 230 West 3rd Street 41° 31′ 21″ N, 90° 34′ 35″ W                                 | Davenport | 1904-1906 im Chicagostil errichtetes Bürogebäude |
| 9     | Chicago, Milwaukee, St. Paul and Pacific Freight House | Chicago, Milwaukee, St. Paul and Pacific Freight House | 1985 ID-Nr. 85002825 | 102 South Ripley Street 41° 31′ 12″ N, 90° 34′ 45″ W                             | Davenport | 1917 errichtetes Frachtgebäude der Milwaukee Road; heute sind in dem Gebäude mehrere kleine Gewerbebetriebe untergebracht                                                              |
| 10    | City Market                                            | City Market                                            | 1984 ID-Nr. 84001329 | 120 West 5th Street 41° 31′ 29,4″ N, 90° 34′ 30,8″ W                             | Davenport | 1872 im neuromanischen Stil errichtete Markthalle; heute vom gemeinnützigen Verein Big Brothers Big Sisters genutzt                                                                    |
| 11    | Davenport City Hall                                    | Davenport City Hall                                    | 1982 ID-Nr. 82002639 | 226 West 4th Street 41° 31′ 25,7″ N, 90° 34′ 35,9″ W                             | Davenport | 1895 im neuromanischen Stil errichtetes Rathaus |
| 12    | Davenport Hotel                                        | Davenport Hotel                                        | 1983 ID-Nr. 83002419 | 324 Main Street 41° 31′ 24″ N, 90° 34′ 33″ W                                     | Davenport | 1907 im Stil der Neorenaissance errichtetes Hotel; heute Apartmenthaus |
| 13    | Democrat Building                                      | Democrat Building                                      | 1983 ID-Nr. 83002420 | 407–411 Brady Street 41° 31′ 26″ N, 90° 34′ 25,8″ W                              | Davenport | 1923 im Stil der Moderne errichtetes Zeitungsgebäude; heute Apartmenthaus |
| 14    | Dillon Memorial                                        | Dillon Memorial                                        | 1983 ID-Nr. 83002421 | South Main Street 41° 31′ 12″ N, 90° 34′ 32″ W                                   | Davenport | 1918 im neoklassizistischen Stil errichtetes Denkmal für den Richter John Forrest Dillon                                                                                               |
| 15    | Donahue Building                                       | Donahue Building                                       | 1983 ID-Nr. 83002423 | 114 West 3rd Street 41° 31′ 21″ N, 90° 34′ 29″ W                                 | Davenport | Um 1880 im Stil der Neorenaissance errichtetes Geschäftsgebäude |
| 16    | Ferdinand Ewert Building                               | Ferdinand Ewert Building                               | 1983 ID-Nr. 83002425 | 1107 West 2nd Street 41° 31′ 16″ N, 90° 35′ 21″ W                                | Davenport | Stelle, an der das 1852 im vernakulären Stil errichtete Wohnhaus stand; später abgerissen, aber noch nicht aus dem Register gestrichen                                                 |
| 17    | Ficke Block                                            | Ficke Block                                            | 1983 ID-Nr. 83002427 | 307–309 Harrison Street 41° 31′ 22″ N, 90° 34′ 36″ W                             | Davenport | 1899 im viktorianischen Stil errichtetes Geschäftsgebäude |
| 18    | First National Bank Building                           | First National Bank Building                           | 1983 ID-Nr. 83002430 | 201 West 2nd Street 41° 31′ 15,6″ N, 90° 34′ 33″ W                               | Davenport | 1924 im Stil der Neorenaissance errichtetes neustöckiges Bankgebäude |
| 19    | Forrest Block                                          | Forrest Block                                          | 1983 ID-Nr. 83002433 | 401 Brady Street 41° 31′ 25″ N, 90° 34′ 26″ W                                    | Davenport | 1875 im Italianate-Stil errichtetes Geschäftsgebäude; heute Apartmenthaus |
| 20    | Germania-Miller/Standard Hotel                         | Germania-Miller/Standard Hotel                         | 1983 ID-Nr. 83002438 | 712 West 2nd Street 41° 31′ 17,4″ N, 90° 35′ 1,1″ W                              | Davenport | 1871 im viktorianischen Stil errichtetes Hotel; heute German-American Heritage Center                                                                                                  |
| 21    | Hauschild's Hall                                       | Hauschild's Hall                                       | 1983 ID-Nr. 83002442 | 1136 West 3rd Street 41° 31′ 21,2″ N, 90° 35′ 26,7″ W                            | Davenport | um 1880 als lokales Versammlungsgebäude der Arbeiterorganisation Knights of Labor errichtet                                                                                            |
| 22    | Bonaventura Heinz House (second)                       | Bonaventura Heinz House (second)                       | 1983 ID-Nr. 83002444 | 1130 West 5th Street 41° 31′ 29,2″ N, 90° 35′ 25,1″ W                            | Davenport | 1860 im Stil des Greek Revival errichtetes Wohnhaus |
| 23    | Hibernia Hall                                          | Hibernia Hall                                          | 1983 ID-Nr. 83002446 | 421 Brady Street 41° 31′ 26,6″ N, 90° 34′ 25,2″ W                                | Davenport | 1891 im neuromanischen Stil errichtetes Versammlungshaus irischer Einwanderer; heute Apartmenthaus                                                                                     |
| 24    | Hiller Building                                        | Hiller Building                                        | 1974 ID-Nr. 74000810 | 310–314 Gaines Street 41° 31′ 22,2″ N, 90° 34′ 59,6″ W                           | Davenport | 1859 im Federal Style errichtete Reihenhäuser; heute Apartmenthaus |
| 25    | Hoffman Building                                       | Hoffman Building                                       | 1983 ID-Nr. 83002447 | 510 West 2nd Street 41° 31′ 17,4″ N, 90° 34′ 50″ W                               | Davenport | Stelle, an der das 1855 im Stil des Greek Revival errichtete Gebäude stand; am Ende des 20. Jahrhunderts abgerissen, aber noch nicht aus dem Register gestrichen                       |
| 26    | Hose Station No. 1                                     | Hose Station No. 1                                     | 1983 ID-Nr. 83002449 | 117 Perry Street 41° 31′ 15″ N, 90° 34′ 20,6″ W                                  | Davenport | 1877 im Italianate-Stil errichtete erste Feuerwache der Stadt; heute Geschäftshaus |
| 27    | Hotel Mississippi-RKO Orpheum Theater                  | Hotel Mississippi-RKO Orpheum Theater                  | 1998 ID-Nr. 98001273 | 106 East 3rd Street 41° 31′ 22″ N, 90° 34′ 24,9″ W                               | Davenport | 1931 im Stil des Art déco errichteter Komplex aus Theater und Hotel; heute Theater und Apartmenthaus                                                                                   |
| 28    | House at 318-332 Marquette Street                      | House at 318-332 Marquette Street                      | 1983 ID-Nr. 83002454 | 318–332 Marquette Street 41° 31′ 23,1″ N, 90° 35′ 28″ W                          | Davenport | 1870 errichtetes Reihenhausgebäude |
| 29    | Iowa Reform Building                                   | Iowa Reform Building                                   | 1983 ID-Nr. 83003658 | 526 West 2nd Street 41° 31′ 17,4″ N, 90° 34′ 51,9″ W                             | Davenport | 1892 errichtetes früheres Zeitungsgebäude |
| 30    | Kahl Building                                          | Kahl Building                                          | 1983 ID-Nr. 83002456 | 326 West 3rd Street 41° 31′ 21,8″ N, 90° 34′ 41″ W                               | Davenport | 1920 im Chicagostil errichteter Komplex aus Theater zehnstöckigem Bürogebäude; heute Theater und Apartmenthaus                                                                         |
| 31    | Koenig Building                                        | Koenig Building                                        | 1983 ID-Nr. 83002460 | 619 West 2nd Street 41° 31′ 16″ N, 90° 34′ 56″ W                                 | Davenport | Stelle, an der das 1872 im Italianate-Stil errichtetes Wohn- und Geschäftshaus stand                                                                                                   |
| 32    | Linden Flats                                           | Linden Flats                                           | 1983 ID-Nr. 83003661 | 219 Scott Street 41° 31′ 19,3″ N, 90° 34′ 47″ W                                  | Davenport | Stelle, an der das im Jahr 1900 im Federal Style errichtetes Apartmenthaus stand, das 2005 nach einem Brand abgerissen wurde; noch nicht aus dem Register gestrichen                   |
| 33    | The Linograph Company Building                         | The Linograph Company Building                         | 2009 ID-Nr. 09000764 | 420 West River Drive 41° 31′ 13,9″ N, 90° 34′ 46,6″ W                            | Davenport | 1919 errichtetes Fabrikgebäude; heute Apartmenthaus |
| 34    | Meiser Drug Store                                      | Meiser Drug Store                                      | 1983 ID-Nr. 83002470 | 1115 West 3rd Street 41° 31′ 19,9″ N, 90° 35′ 23,6″ W                            | Davenport | 1888 errichtetes Geschäftshaus |
| 35    | Old City Hall                                          | Old City Hall                                          | 1983 ID-Nr. 83002479 | 514 Brady Street 41° 31′ 30,3″ N, 90° 34′ 27,7″ W                                | Davenport | 1857 errichtetes früheres Rathaus; heute Apartmenthaus |
| 36    | J.H.C. Petersen's Sons' Store                          | J.H.C. Petersen's Sons' Store                          | 1983 ID-Nr. 83002483 | 123–131 West 2nd Street 41° 31′ 16″ N, 90° 34′ 31″ W                             | Davenport | 1892 im neuromanischen Stil errichtetes Kaufhaus; heute Museum |
| 37    | W.D. Petersen Memorial Music Pavilion                  | W.D. Petersen Memorial Music Pavilion                  | 1983 ID-Nr. 83002485 | Beiderbecke Drive 41° 31′ 7″ N, 90° 34′ 46″ W                                    | Davenport | 1924 errichteter Musikpavillon |
| 38    | Prien Building                                         | Prien Building                                         | 1983 ID-Nr. 83002488 | 506–508 West 2nd Street 41° 31′ 17,5″ N, 90° 34′ 49″ W                           | Davenport | Stelle, an der das 1855 im Stil des Greek Revival errichtete Geschäftsgebäude stand; am Ende des 20. Jahrhunderts abgerissen, aber noch nicht aus dem Register gestrichen              |
| 39    | Putnam-Parker Block                                    | Putnam-Parker Block                                    | 2011 ID-Nr. 11000662 | 100–130 West 2nd Street 41° 31′ 18″ N, 90° 34′ 29,6″ W                           | Davenport | 1909-1910 und 1922 nach einem Entwurf des Stadtplaners und Architekten Daniel Burnham im Chicagostil bebauter Block mit Bürogebäuden                                                   |
| 40    | Renwick Building                                       | Renwick Building                                       | 1983 ID-Nr. 83002491 | 324 Brady Street 41° 31′ 23,6″ N, 90° 34′ 28,1″ W                                | Davenport | 1897 im Chicagostil errichtetes Bürogebäude |
| 41    | Saengerfest Halle                                      | Saengerfest Halle                                      | 1983 ID-Nr. 83002494 | 1012 West 4th Street 41° 31′ 25,7″ N, 90° 35′ 17,2″ W                            | Davenport | 1914 errichtetes Ball- und Konzertgebäude deutscher Einwanderer |
| 42    | SAINTE GENEVIEVE (Schwimmbagger)                       | SAINTE GENEVIEVE (Schwimmbagger)                       | 1986 ID-Nr. 86002232 | 400 West Beiderbecke Drive im Antoine LeClaire Park 41° 31′ 6″ N, 90° 34′ 34″ W  | Davenport | 1932 von der Dravo Contracting Co. gebauter Schwimmbagger; 1992 gesunken |
| 43    | St. Anthony's Roman Catholic Church Complex            | St. Anthony's Roman Catholic Church Complex            | 1984 ID-Nr. 84001538 | 407 und 417 Main Street 41° 31′ 25,7″ N, 90° 34′ 29,5″ W                         | Davenport | 1838 und 1853 im Stil des Greek Revival errichtete katholische Kirche mit Nebengebäuden                                                                                                |
| 44    | Schmidt Block                                          | Schmidt Block                                          | 1983 ID-Nr. 83002498 | 115 East 3rd Street 41° 31′ 20″ N, 90° 34′ 24″ W                                 | Davenport | 1996 im neuromanischen Stil errichtete Wein- und Spirituosenhandlung |
| 45    | Scott County Jail                                      | Scott County Jail                                      | 1983 ID-Nr. 83002502 | 428 Ripley Street 41° 31′ 28″ N, 90° 34′ 45″ W                                   | Davenport | 1897 im Italianate-Stil errichtetes Gefängnis des Scott County |
| 46    | Siemer House                                           |                                                        | 1977 ID-Nr. 77000557 | 632 West 3rd Street 41° 31′ 21,3″ N, 90° 34′ 58,1″ W                             | Davenport | 1865 im viktorianischen Stil errichtetes Wohn- und Geschäftshaus |
| 47    | Union Savings Bank and Trust                           | Union Savings Bank and Trust                           | 1983 ID-Nr. 83002520 | 229 Brady Street 41° 31′ 20″ N, 90° 34′ 25″ W                                    | Davenport | 1915 im neoklassizistischen Stil errichtetes Bankgebäude |
| 48    | Union Station and Burlington Freight House             | Union Station and Burlington Freight House             | 1983 ID-Nr. 83002521 | 120 South Harrison Street 41° 31′ 11,4″ N, 90° 34′ 40,1″ W                       | Davenport | 1924 im georgianischen Stil errichtete Bahnhofsgebäude der Milwaukee Road und der Burlington Route (heute BNSF)                                                                        |
| 49    | U.S. Post Office and Court House                       | U.S. Post Office and Court House                       | 2005 ID-Nr. 05000192 | 131 East 4th Street 41° 31′ 23,5″ N, 90° 34′ 23,3″ W                             | Davenport | 1933 im Stil des Art déco errichtetes Gebäude für örtliche Zweigstellen von Bundesbehörden                                                                                             |
| 50    | Walsh Flats/Langworth Building                         | Walsh Flats/Langworth Building                         | 1984 ID-Nr. 84001582 | 320–330 West 4th Street 41° 31′ 26″ N, 90° 34′ 41″ W                             | Davenport | 1910 im neoklassizistischen Stil errichtetes Wohn- und Geschäftshaus; heute Polizeipräsidium                                                                                           |
| 51    | West Third Street Historic District                    | West Third Street Historic District                    | 1983 ID-Nr. 83003741 | 3rd Street zwischen Ripley Street und Myrtle Street 41° 31′ 20″ N, 90° 34′ 56″ W | Davenport | Aus 66 Gebäuden bestehendes Wohn- und Geschäftsviertel in der westlichen Innenstadt, das im späten 19. und frühen 20. Jahrhundert überwiegend von deutschen Einwanderern bewohnt wurde |
| 52    | Philip Worley House                                    | Philip Worley House                                    | 1983 ID-Nr. 83002524 | 425 Brady Street 41° 31′ 27,2″ N, 90° 34′ 25,8″ W                                | Davenport | 1860 im Stil des Greek Revival errichtetes Wohnhaus |
| 53    | Wupperman Block/I.O.O.F. Hall                          | Wupperman Block/I.O.O.F. Hall                          | 1983 ID-Nr. 83002525 | 508–512 Brady Street 41° 31′ 29,9″ N, 90° 34′ 27,6″ W                            | Davenport | 1859 im Stil der Neorenaissance errichtetes Geschäftsgebäude |

## Frühere Einträge – Innenstadt von Davenport
| [ 2 ] | Name                                      | Bild                          | Eintragsdatum        | Lage                                                      | Ort       | Beschreibung |
| ----- | ----------------------------------------- | ----------------------------- | -------------------- | --------------------------------------------------------- | --------- | --- |
| 1     | Burtis-Kimball House Hotel                | Burtis-Kimball House Hotel    | 1979 ID-Nr. 79003696 | 210 East 4th Street 41° 31′ 25,4″ N, 90° 34′ 19,7″ W      | Davenport | 1874 im Italianate-Stil errichtetes Hotel und im Stil des Second Empire errichtetes Theater; In den frühen 1930er Jahren Wohnort des späteren US-Präsidenten Ronald Reagan. Im Jahr 2008 aus dem Register gestrichen |
| 2     | Clifton-Metropolitan Hotel                |                               | 1983 ID-Nr. 83002413 | 130 West River Drive 41° 31′ 13,5″ N, 90° 34′ 31,4″ W     | Davenport | Im Jahr 1841 im Stil des Greek Revival errichtetes Hotel; Im Jahr 1997 aus dem Register gestrichen |
| 3     | Matthais Ferner Building                  |                               | 1983 ID-Nr. 83002426 | 212 Main Street 41° 31′ 17,7″ N, 90° 34′ 32,5″ W          | Davenport | Im Jahr 2003 aus dem Register gestrichen |
| 4     | W. T. Grant Company Building              |                               | 1984 ID-Nr. 83002426 | 226 West 2nd Street 41° 31′ 17,7″ N, 90° 34′ 36,4″ W      | Davenport | Im Jahr 2003 aus dem Register gestrichen |
| 5     | Bonaventura Heinz House (first)           |                               | 1984 ID-Nr. 84001435 | 1128 West 5th Street 41° 31′ 29,2″ N, 90° 35′ 24,5″ W     | Davenport | Um 1850 im vernakulären Stil errichtetes Wohnhaus; im Jahr 2005 aus dem Register gestrichen |
| 6     | Lend-A-Hand Club                          | Lend-A-Hand Club              | 1984 ID-Nr. 84001459 | 105 South Main Street 41° 31′ 12″ N, 90° 34′ 31″ W        | Davenport | 1923 im Stil der Neorenaissance errichtetes Gebäude des östlichen Lend-A-Hand Clubs, eines Clubs für junge Frauen; im Jahr 1990 abgerissen und 2014 aus dem Register gestrichen                                      |
| 7     | Mueller Lumber Company                    |                               | 1983 ID-Nr. 83002474 | 501 West 2nd Street 41° 31′ 16,2″ N, 90° 34′ 49,2″ W      | Davenport | 1885 errichtetes Fabrikgebäude; nach dem Abriss im Jahr 2005 aus dem Register gestrichen |
| 8     | Ochs Building                             |                               | 1983 ID-Nr. 83002478 | 214 Main Street 41° 31′ 17,8″ N, 90° 34′ 33,9″ W          | Davenport | Im Jahr 2003 aus dem Register gestrichen |
| 9     | J.H.C. Petersen's Sons Wholesale Building |                               | 1983 ID-Nr. 83002484 | 122–124 West River Drive 41° 31′ 14,1″ N, 90° 34′ 30,3″ W | Davenport | 1909-1910 im Chicagostil errichtetes Kaufhaus; im Jahr 2014 aus dem Register gestrichen |
| 10    | Riepe Drug Store/G. Ott Block             | Riepe Drug Store/G. Ott Block | 1983 ID-Nr. 83002493 | 403 West 2nd Street 41° 31′ 15,8″ N, 90° 34′ 44,4″ W      | Davenport | 1871 im neuromanischen Stil errichtetes Geschäftshaus; später abgerissen im Jahr 2014 aus dem Register gestrichen |
| 11    | Schauder Hotel                            |                               | 1983 ID-Nr. 83002495 | 126 West River Drive 41° 31′ 13,6″ N, 90° 34′ 30,8″ W     | Davenport | 1876 im Italianate-Stil errichtetes Hotel; später abgerissen und aus dem Register gestrichen |
| 12    | Schick's Express and Transfer Co.         |                               | 1983 ID-Nr. 83002497 | 118–120 West River Drive 41° 31′ 13,6″ N, 90° 34′ 29″ W   | Davenport | Im Jahr 1905 im Chicagostil errichtetes Bürogebäude; später abgerissen und im Jahr 2014 aus dem Register gestrichen                                                                                                  |
| 13    | Col. Joseph Young Block                   |                               | 1983 ID-Nr. 83002526 | 502 Brady Street 41° 31′ 29,3″ N, 90° 34′ 27,7″ W         | Davenport | 1857 im Stil der Neorenaissance errichtetes Gebäude; im Jahr 2009 abgerissen und 2014 aus dem Register gestrichen |